# ودسورت (نیویورک)
ودسورت (به انگلیسی: Wadsworth) یک منطقهٔ مسکونی در ایالات متحده آمریکا است که در نیویورک واقع شده‌است. ودسورت ۱۹۰ نفر جمعیت دارد و ۲۲۵٫۸۶ متر بالاتر از سطح دریا واقع شده‌است.